# Kung-fu master!
Kung Fu Master é um filme francês do gênero drama de 1988 dirigido pela cineasta belga Agnès Varda, estrelado por Jane Birkin e Mathieu Demy (filho de Varda). O filme foi selecionado para competir pelo Urso de Ouro no festival de Berlim do mesmo ano.